# Antoine Quinquet

Kinkiet na obrazie James Peale autorstwa Charlesa Willsona Peale’a

Antoine Quinquet (ur. 9 marca 1745 w Soissons, zm. 26 sierpnia 1803 w Paryżu) – francuski farmaceuta, aptekarz i przedsiębiorca który rozpowszechnił lampę, od jego nazwiska zwaną kinkietem.

## Życiorys
W 1760 w rodzinnym Soissons uzyskał dyplom aptekarza, po czym przez trzy lata pracował w tamtejszej aptece mistrza Le Comte’a. Później wyjechał do Paryża, gdzie do 1777 pracował u Antoine’a Baumégo, by 30 czerwca 1779 uzyskać dyplom mistrza aptekarskiego i uruchomić w tym mieście własną aptekę przy rue du Marché-aux-Poirées. Jako zwolennik rewolucji francuskiej w 1794 został głównym farmaceutą paryskiego hospicjum narodowego (fr. l’Hospice National), utworzonego przez Konwent Narodowy.
W 1783 (a być może już około 1778 podczas podróży do Genewy) poznał szwajcarskiego fizyka Amiego Arganda i zapoznał się z jego udoskonaloną lampą olejową. Połączył ją z bocznym zbiornikiem paliwa (jak w konstrukcji Josepha Prousta), nieco ulepszył palnik i posadowił całość na wygodnej podstawce, po czym rozpoczął produkcję i sprzedaż takich lamp, które zyskały wkrótce ogromną popularność pod nazwą kinkietów. 23 maja 1784 komedię Wesele Figara Pierre’a Beaumarchais w teatrze Comédie-Française przedstawiono po raz pierwszy w sali oświetlonej nowymi lampami Quinqueta. Gustave Flaubert wymienia kinkiety, już jako pospolite przedmioty, w powieści Pani Bovary.
W 1783 brał udział wraz z Amim Argandem w budowie balonu, zaprezentowanego 19 września królowi Francji Ludwikowi XVI przez Étienne’a Montgolfiera.
Antoine Quinquet interesował się chemią (skonstruował między innymi aparat chroniący złotników przed wdychaniem trujących par rtęci), ponadto magnetyzmem, mineralogią i przyczynami tworzenia się gradu.